# NKOTBSB
NKOTBSB는 미국의 보이 밴드 뉴 키즈 온 더 블록과 백스트리트 보이즈의 일원들이 모인 슈퍼그룹이다. 이름은 뉴 키즈 온 더 블록의 NKOTB와 백스크리트 보이즈의 BSB의 합친 말이다. NKOTBSB는 동명의 음반을 발매하였다.

## 역사
2010년 여름, 뉴 키즈 온 더 블록이 라디오 시티 뮤직 홀에서 백스트리트 보이즈의 노래 I Want It That Way를 백스트리트 보이즈와 합동공연하였다. New Kids on the Block: Live 투어 이후, 매체들은 두 그룹이 2011년 여름 투어에서 같이 공연할 것이라고 보도하기 시작하였다. 2010년 11월 8일에, 라이언 시크레스트의 라디오 프로그램 On Air with Ryan Seacrest에서 2011년 여름에 투어를 같이 할 것이라고 공식적으로 발표하였다. 그 후 레코딩과 여러 작업들을 거쳐 싱글 Don't Turn Out the Lights가 On Air with Ryan Seacrest에서 2011년 4월 5일 방송되었다. NKOTBSB 투어는 일리노이주 로즈먼트의 올스테이트 아레나에서 2011년 5월 25일 시작되었다. 투어는 2012년 6월 3일 종료되었다. 그 후, 같은 해 8월 18일 펜실베이니아주 허시의 서머 믹스테이프 페스티벌에서 공연을 한 것이 마지막 공연이 되었다.

## 일원
뉴 키즈 온 더 블록
- 조이 매킨타이어
- 조던 나이트
- 도니 월버그
- 대니 우드
- 조너선 나이트

백스트리트 보이즈
- A. J. 맥린
- 하위 도로우
- 닉 카터
- 브라이언 리트렐

## 디스코그래피

### 음반
- NKOTBSB (2011)

### 싱글
- Don't Turn Out the Lights

## 투어
- NKOTBSB Tour (2011 - 2012)

## 수상
- 뉴나우넥스트 어워드 - Best New Indulgence: New Kids On The Block/Backstreet Boys - Summer Tour 2011

## 같이 보기
- 뉴 키즈 온 더 블록
- 백스트리트 보이스